# Murtabak

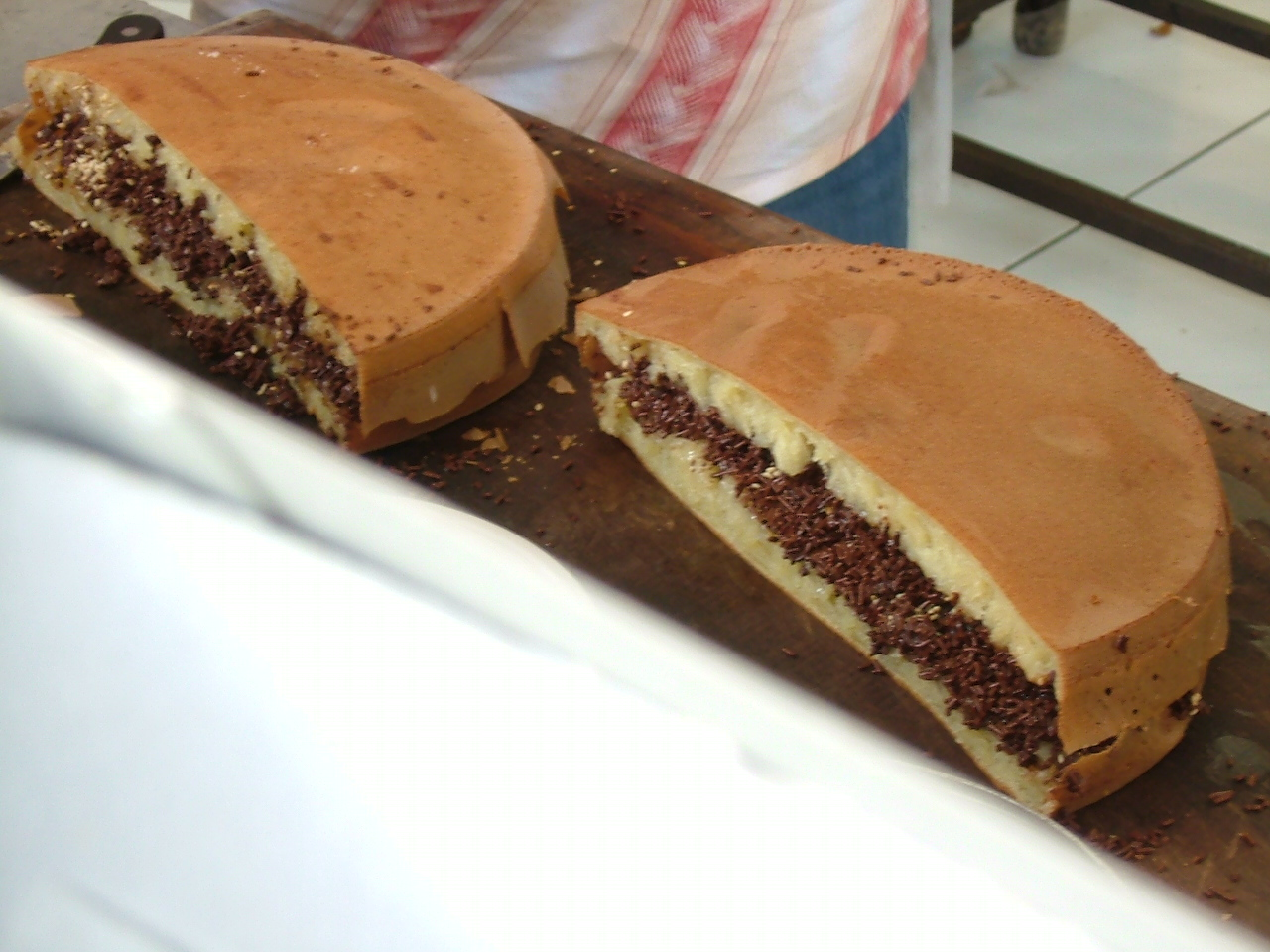
Murtabak gefüllt mit Schokolade

Ein Murtabak (arabisch مطبق mutabbaq, bedeutet etwa „gefaltet“) ist ein Gericht, das vor allem in Saudi-Arabien, Jemen, Indonesien, Malaysia, Brunei und Singapur gegessen wird. Es ist eine Art Sandwich, das mit Schafsfleisch, Knoblauch, Ei oder Zwiebeln belegt werden kann. Oftmals wird Murtabak aber auch als Dessert mit Schokolade und Nüssen gegessen.

## Andere Bezeichnungen
Murtabak ist die malaiische Bezeichnung. In Indonesien wird es, vor allem in Jakarta, Martabak genannt, in Surabaya terang bulan, was Vollmond bedeutet.